# Tula
Tula (tiếng Nga: Тула, IPA: [ˈtulə]) là một thành phố công nghiệp và trung tâm hành chính của tỉnh Tula, Nga. Tula là thành phố nằm trên hai bờ sông Upa, cách 180 km về phía nam Moskva. Diện tích: 145,8 km2; dân số: 546896 người (2019).  Tula là một trong số ít các thành phố anh hùng của nước Nga.
Trên lãnh thổ của Tula có hơn 300 công trình di sản văn hóa nước Nga: đó là các di tích kiến trúc và quy hoạch đô thị, lịch sử, các công trình nghệ thuật hoành tráng, khảo cổ học. Đặc trưng nhất của Tula là  kho vũ khí, ấm samovar và bánh gừng. Tula Kremlin là tòa nhà lâu đời nhất trong thành phố, một di tích kiến trúc của thế kỷ 16. Cách Tula 14 km về phía tây nam là nhà bảo tàng Lev Tolstoy Yasnaya Polyana - trung tâm lịch sử và văn hóa độc đáo của nước Nga, gắn liền với tên tuổi của nhà văn, nhà tư tưởng vĩ đại nhất thế kỷ XIX-XX.

## Giáo dục

### Trường Đại học
- Đại học Tổng hợp Quốc gia Tula
- Đại học Tổng hợp Sư phạm Tula mang tên Tolstoy L. N. (ТГПУ)
- Trường Đại học Kinh tế và Tin học Tula (ТИЭИ)
- Trường Đại học Tula

và các chi nhánh của các Đại học, Trường Đại học khác, như:
- Đại học Kinh tế Nga mang tên Plekhanov (РЭУ им. Г. В. Плеханова ТФ)
- Đại học Tài chính trực thuộc Chính phủ Liên bang Nga (ФУ при ПРФ ТФ)
- Российская академия народного хозяйства и государственной службы при Президенте Российской Федерации (ТФ РАНХиГС)
- Московский Государственный университет культуры и искусства
- Московский университет им. С. Ю. Витте
- Тульский филиал Российской международной академии туризма (ТФ РМАТ)
- Тульский филиал Российской правовой академии Министерства юстиции Российской Федерации
- Московская академия предпринимательства при Правительстве Москвы, Тульский филиал (МАП ТФ)
- Филиал Института профессиональных инноваций (НОУ ВПО ИПИ)

## Hình ảnh

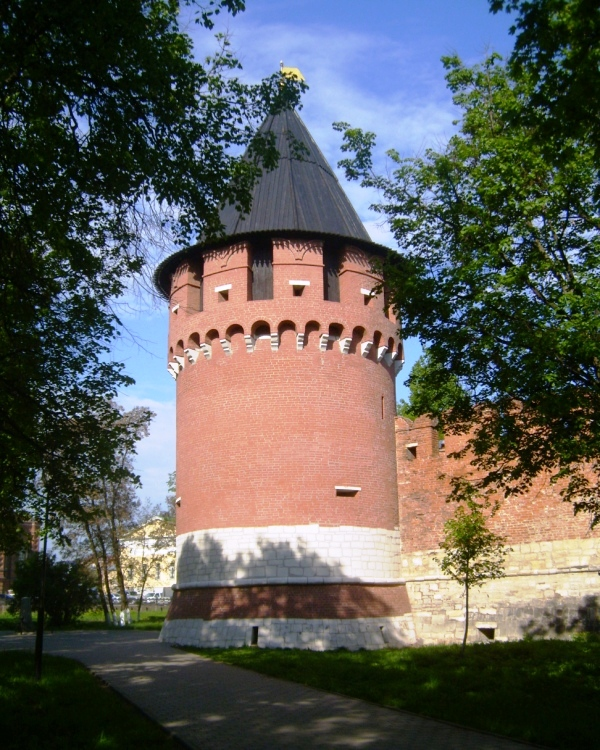
Nikitskaya tower
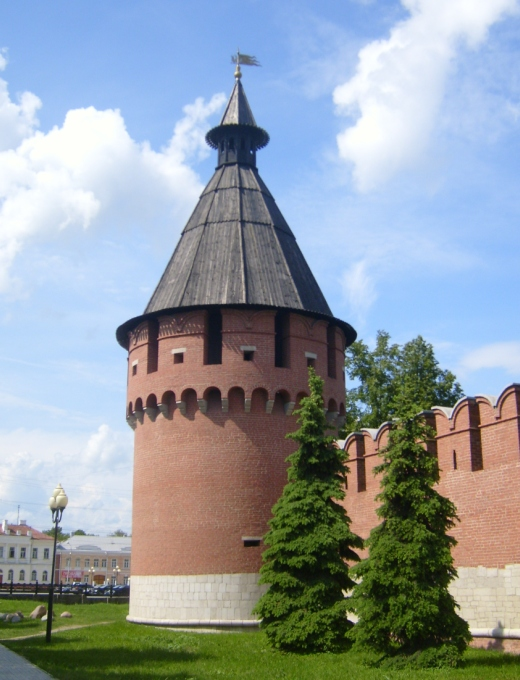
Spasskаyа Tower
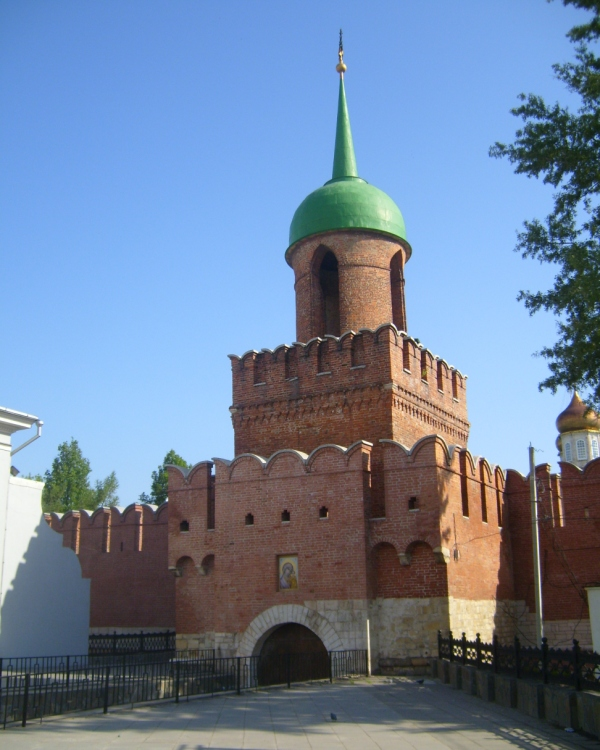
Tower of Odoyevsky gate
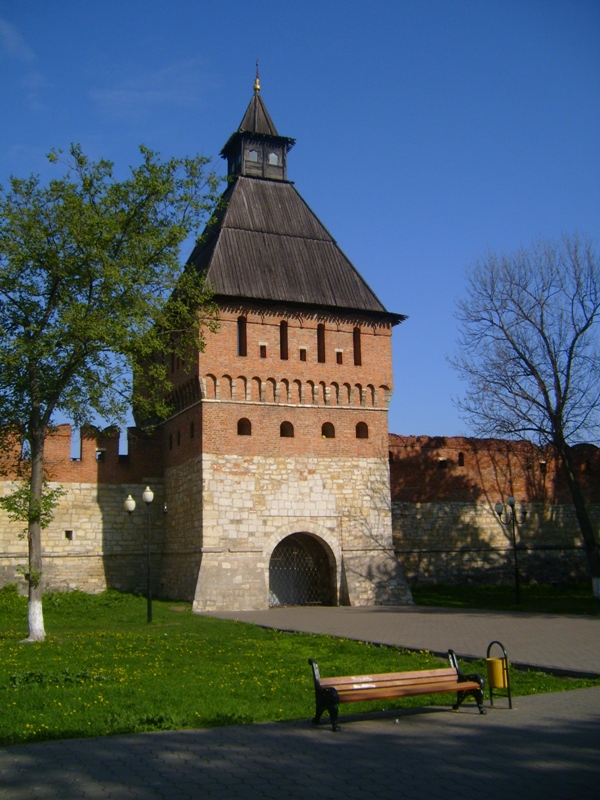
Tower of Ivanovskys gate
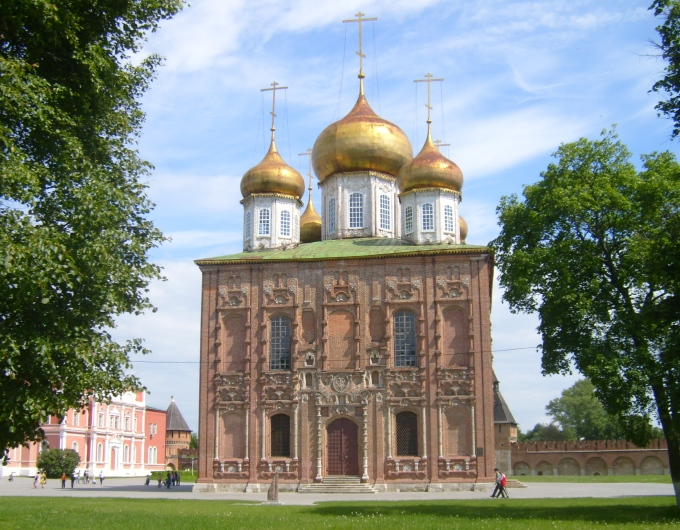
Uspenskiy Cathedral
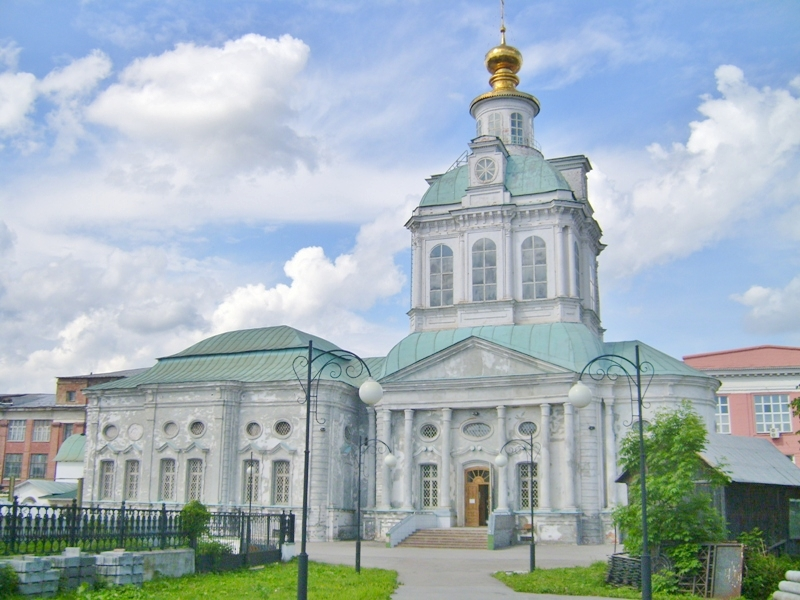
Church of Flor and Laurus
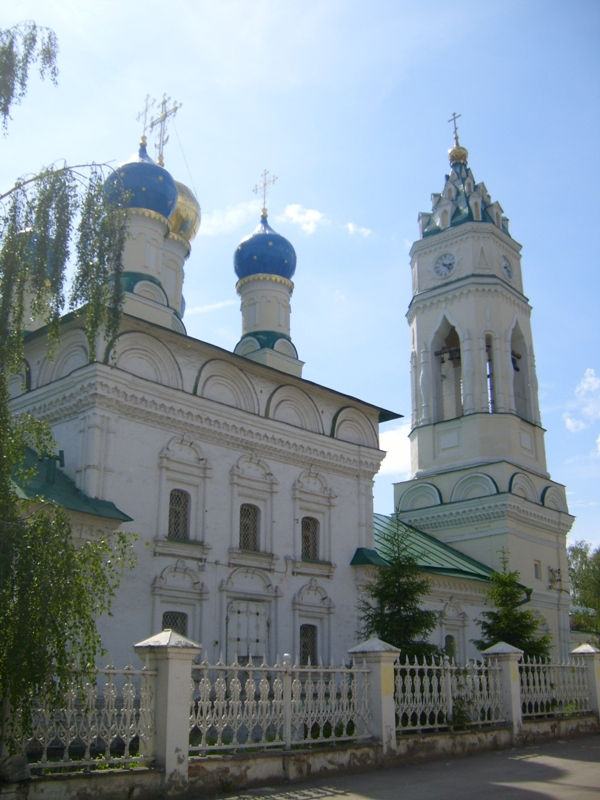
Blagovestchenskaya Church
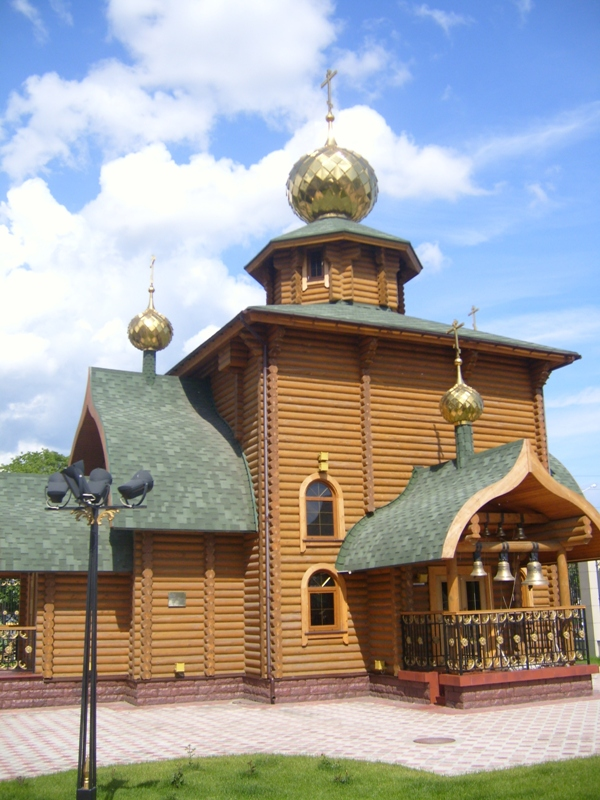
Church of Prince Volodymyr
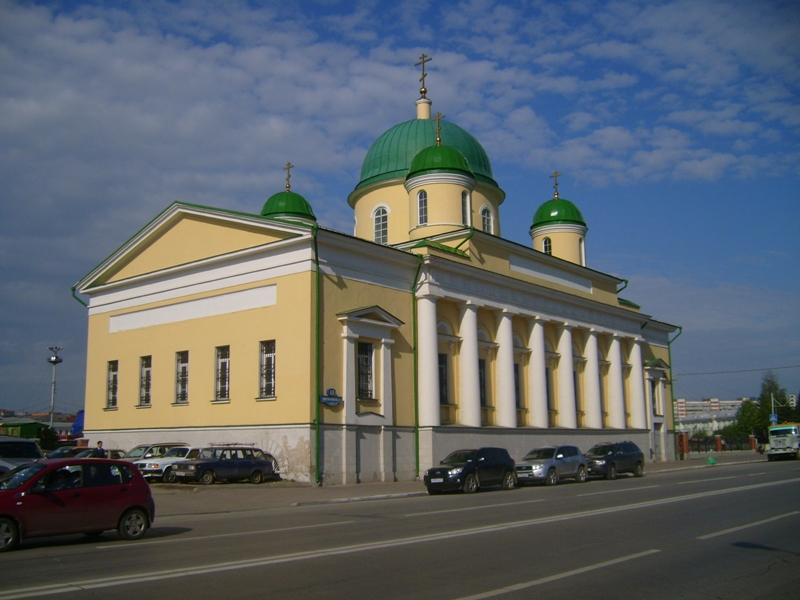
Preobrazhenskaya Church
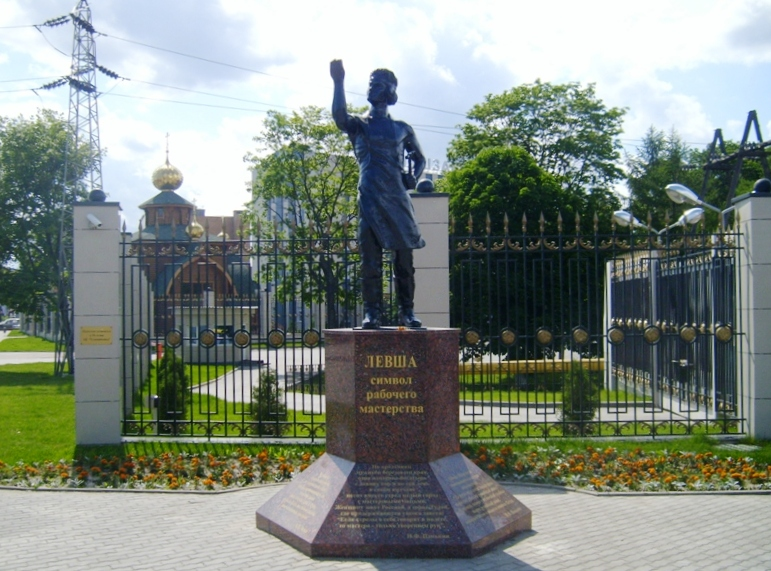
Monument of Levsha
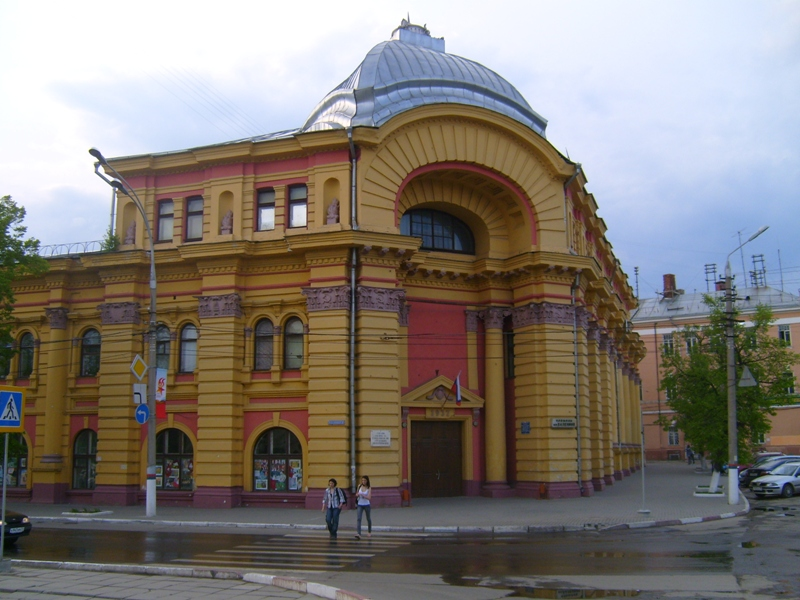
Palace of Pioneers
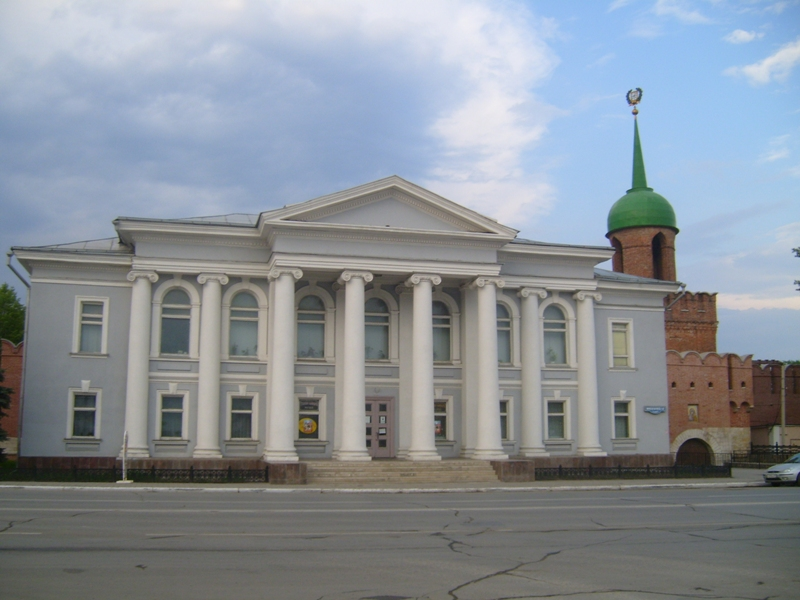
Tula samovar Museum

## Liên kết
- Official Site of the City of Tula Lưu trữ ngày 30 tháng 12 năm 2020 tại Wayback Machine
- Map of the City of Tula on Yandex
- Tula city streets photos Lưu trữ ngày 8 tháng 11 năm 2008 tại Wayback Machine